# Distretto di Łask
Il distretto di Łask (in polacco powiat łaski) è un distretto polacco appartenente al voivodato di Łódź.

## Geografia antropica

### Suddivisioni amministrative
Il distretto comprende 5 comuni.
- Comuni urbano-rurali: Łask
- Comuni rurali: Buczek, Sędziejowice, Widawa, Wodzierady